# Giulio Basletta
Giulio Basletta (* 5. Mai 1890 in Vigevano; † 5. Februar 1975 ebenda) war ein italienischer Degenfechter.

## Erfolge
Giulio Basletta nahm an zwei Olympischen Spielen teil: 1924 zog er mit der Mannschaft in Paris in die Finalrunde ein, die er mit Giovanni Canova, Marcello Bertinetti, Virgilio Mantegazza, Vincenzo Cuccia und Oreste Moricca hinter Frankreich und Belgien auf dem Bronzerang beendete. Bei den Olympischen Spielen 1928 in Amsterdam erreichte er in der Mannschaftskonkurrenz mit der italienischen Equipe erneut die Finalrunde und schloss diese auf dem ersten Platz ab. Zusammen mit Carlo Agostoni, Marcello Bertinetti, Giancarlo Cornaggia-Medici, Renzo Minoli und Franco Riccardi wurde Basletta damit Olympiasieger.
Von 1940 bis 1943 war er Präsident des italienischen Fechtverbandes.